# سجينة الماضي
سجينة الماضي (بالإسبانية: Corazón valiente)٬ هو مسلسل أمريكي لاتيني٬ من تأليف مارسيلا سيتيريو، عرضت لأول مرة على إن بي سي في 6 مارس 2012 وانتهت في 7 يناير 2013.

## قصة المسلسل
هذه هي قصة الصداقة بين فتاتين في مدينة مكسيكية نائية تسمى فالي دي برافو. أنجيلا فالديز، المتواضعة والرائعة، ابنة ميغيل فالديز، الحارس الشخصي لعائلة ساندوفال نافارو القوية والغنية. سامانثا ساندوفال نافارو الفتاة الغنية التي يحرسها ميجيل فالديز. تغيرت حياة الفتاتين عندما تم اختطاف سامانثا وضحى ميغيل فالديز بحياته لإنقاذها. بعد ما حدث، تم فصل الفتيات.
تلتقي أنجيلا وسامانثا مرة أخرى بعد مرور ثمانية عشر عامًا. أنجيلا متزوجة من لويس مارتينيز، ولديها ابنة فيوليتا، وتعمل خبازًا. بينما تعمل سامانثا كحارس شخصي. تأتي سامانثا بفكرة دعوة أنجيلا للعمل معها؛ أنجيلا تقبل وتكلف بمهمة حماية جينيسيس أرويو، ابن المحامي المليونير خوان ماركوس أرويو، متزوج لسوء الحظ من إيزابيل أوريارتي، امرأة متعجرفة ومتوسطة، غير مخلصة حتى لحارسها الشخصي. من ناحية أخرى، تم إرسال سامانثا لحماية ويلي ديل كاستيلو، حبها الأول، الذي أصبح مستهترًا يتسم بالحنكة والتأنيث. تقرر سامانثا عدم الكشف عن أي شيء من ماضيها، لكنه يكتشف في النهاية من هي والحب ينشأ بينهما.
وبالتالي، سيتعين على أنجيلا وسامانثا القتال مع كل العقبات التي يضعها أعداؤهما ليصبحوا راضين عن الأشخاص الذين يحبونهم ويكون لهم دائمًا قلب شجاع.
بطولة نجوم الفن اللاتيني أدريانا فونسيكا وخوسيه لويس ريسندس٬ وشارك في البطولة أيضا خيمينا دوكي وفابيان ريوس، مع المصالح المتضاربة لآيلين موخيكا ومانويل لانديتا.

## روابط خارجية
- سجينة الماضي على موقع IMDb (الإنجليزية)
- سجينة الماضي على موقع روتن توميتوز (الإنجليزية)
- سجينة الماضي على موقع نتفليكس (الإنجليزية)
- سجينة الماضي على موقع قاعدة بيانات الأفلام العربية
- سجينة الماضي على موقع فيلمافينيتي (الإسبانية)
- سجينة الماضي على موقع كينوبويسك (الروسية)
- سجينة الماضي على موقع ألو سيني (الفرنسية)
- سجينة الماضي على موقع قاعدة بيانات الفيلم (الإنجليزية)